# Dragoslav Mihajlović
Dragoslav Dragan Mihajlović (13 de desembre de 1906 - 18 de juny de 1978) fou un futbolista serbi de la dècada de 1930.
Fou jugador de BSK Belgrad i fou internacional amb Iugoslàvia amb qui participà en el Mundial de 1930.